# I Čong-kun
I Čong-kun (korejsky 이 정근, anglickým přepisem: Lee Jung-keun, * 29. července 1960) je bývalý jihokorejský zápasník, volnostylař. V roce 1984 vybojoval na olympijských hrách v Los Angeles bronzovou medaili v kategorii do 62 kg.
Třikrát startoval na mistrovství světa, v roce 1982 obsadil deváté, v roce 1987 čtvrté a v roce 1989 osmé místo. V roce 1982 vybojoval stříbro a v roce 1986 zlato na Asijských hrách.